# Żarki
Żarki é um município da Polônia, na voivodia da Silésia e no condado de Myszków. Estende-se por uma área de 25,68 km², com 4 551 habitantes, segundo os censos de 2016, com uma densidade de 178,9 hab/km².